# يوهان باتشيلبيل
يوهان باخيلبيل (بالألمانية: Johann Pachelbel)‏ بالإنجليزية (عمدَ في 1 سبتمبر 1653 - دفن في 9 مارس 1706) كان ملحن الباروك الألمانية، أستاذ وعازف الأرغن، الذي أحضر جنوب ألمانيا بتراث جماهيرها إلى ذروتها. ألف مجموعة كبيرة من الموسيقى المقدسة والدنيوية، وإسهاماته في التطوير تمهيدا للترنيمة والفوغا قد أكسبته مكانا بين الملحنين الأكثر أهمية في عصر الباروك الأوسط.

صورة توقيع باخيلبيل له من رسالة في سنة 1695 إلى سلطات مدينة غوتا

موسيقى باخيلبيل كانت تتمتع بشعبية هائلة في أوانه، وكان لديه العديد من التلاميذ وأصبحت موسيقاه نموذجاً للملحنين من جنوب ووسط ألمانيا، واليوم باخيلبيل معروف لافضل كانون في مقام ري الكبير، فضلاً عن شاكوني في مقام فا الصغير والتوكاتا الاورغن في مقام مي الصغير، والهيكساشوردام ابوليناس، مجموعة من الاختلافات في مفاتيح الموسيقى.
أثرت موسيقى باخيلبيل من قبل الملحنين الألمانية الجنوبية، مثل يوهان جاكوب فروبيرغير ويوهان كاسبار كيرل والإيطاليين مثل جيرولامو فريسكوبالدي واليساندرو بوجليتي وملحنين فرنسيين، والملحنين من تراث نورمبرج. ومن صفاته انه واضح وأسلوبه غير متكلف الكونتربنتالية الذي يشدد بوضوح اللحني والتناسق بالإيقاع.موسيقاه هي الأقل تمايزاً ببراعة فائقة وأقل تميلاً للتغامر بتناسق الإيقاع عن ديتريتش بوكستيهود، بالرغم من انه مثل بوكستيهود، جربت باتشيلبيل مع بعض من الفرق المختلفة ومجموعات ذات دور فعال في كتابه موسيقى الحجرة، والأهم من ذلك، له الموسيقى الشفهية، والكثير منها يتميز الأجهزة الموسيقية الغنية بشكل استثنائي. باخيلبيل استكشاف العديد من أشكال التباين والتقنيات المرتبطة بها، والتي تعبر عن نفسها في مختلف القطعة المتنوعة، من كونشرتو المقدسة إلى أجنحة القيثاري.

## حياته
إضافة إلى "الأداجيو" الذي كتبه ألبينوني، “الاتباع والجيجة" لباخلبيل في العصور الأخيرة، أصبح عملا مشهورا في عصر الباروك ينافس الفصول الأربعة لفيفالدي. نشر أول مرة سنة 1920 لم يحقق وضعه الحديث حتى أوائل 1970 حين بدأ عدد من التسجيلات – خاصة أحدها لأوركسترا شتوتغارت للحجرة – إضافة إلى الأفلام وإعلانات التليفزيون بدأت تثبته في أذهان الجمهور. لكن من المثير للسخرية مالت شعبية العمل لإخفاء شهرة باخلبيل بدلا من دعمها كأحد المؤلفين الأوربيين الرواد في عصره. كعازف أرغن (مما يعني انه أيضا مؤلف للأرغن) قدر معاصروه قيمته أكثر من سواه، مع الاستثناء الممكن لديتريتش بوكستهوده. كان على صلة وثيقة بعائلة باخ وضمن طلابه الكثيرين كان يوهان كريستوف باخ الاخ الأكبر ومدرس يوهان سباستيان. بل أن موسيقاه وصلت لأمريكا خلال انبه الثاني تشارلز تيودور عازف أرغن استقر هناك نحو 1730. رغم أنه في الأساس مؤلف للأرغن، كتب باخلبيل مجموعة كبيرة من الموسيقى الكورالية في الغالب في نورمبرج وبعض موسيقى الحجرة يبدو أن القليل منها بقي.
براعة يوهان باخلبيل البازرة العقلية والموسيقية – كانت واضحة من سن مبكرة. كان مواطن من نورمبرج في سن السابعة عشرة تلقى منحة دراسية إلى مدرسة gymnasium poeticum في رينجنسبرج حيث درس خارج ساعات الدراسة الموسيقى مع كاسبر برينز. عام 1673 تعين باخلبيل الذي كان لوثري كنائب عازف أرغن في الكاتدرائية الكاثوليكية في سانت ستيفن في فيينا حيث مكث أربع سنوات ربما يتلقى دروس مع جي كي كيرل أحد المؤلفين البارزين في العصر. سلسلة من التعيينات المرموقة تلت هذا الأولى في أيزناخ حيث كان عازف أرغن في البلاط فترة قصيرة لدى دوق ساكس أيزناخ ثم عام 1678 قرب إيرفورت كعازف أرغن في كنيسة بريدجير. إيرفرت هي التي ثبت فيها سمعته بدأ في تكوين عائلة ودعم صداقته مع عائلة باخ. لكن بعد 12 عاما انتقل إلى شتوتغارت في البداية ثم إلى جوتا قبل العودة إلى بلده الأم في 1695 حيث تلقى دعوة خاصة على يد السلطات لشغل منصب عازف أرغن في كنيسة سانت سيبالد الأهم في المدينة.

## الملاحظات
1. ↑  MusicBrainz (بالإنجليزية), MetaBrainz Foundation, QID:Q14005
2. ↑  أنظر Welter ، صفحة 14 ، لـ Discussion of possible dates of death .
3. ↑  Butler, H. Joseph. "Pachelbel: (1) Johann Pachelbel: 3. Liturgical organ music", Grove Music Online, ed. L. Macy (accessed March 23 2007), grovemusic.com (subscription access).
4. ↑  "Pachelbel, Johann" The Concise Oxford Dictionary of Music, Ed. Michael Kennedy, (Oxford University Press, 1996) Oxford Reference Online, (accessed March 21, 2007) [1] (subscription access)
5. ↑  The Rough Guide to Classical Music by Joe Staines

## روابط خارجية
- يوهان باتشيلبيل على موقع IMDb (الإنجليزية)
- يوهان باتشيلبيل على موقع الموسوعة البريطانية (الإنجليزية)
- يوهان باتشيلبيل على موقع ميوزك برينز (الإنجليزية)
- يوهان باتشيلبيل على موقع أول موفي (الإنجليزية)
- يوهان باتشيلبيل على موقع قاعدة بيانات الأفلام السويدية (السويدية)
- يوهان باتشيلبيل على موقع إن إن دي بي (الإنجليزية)
- يوهان باتشيلبيل على موقع أول ميوزيك (الإنجليزية)
- يوهان باتشيلبيل على موقع ديسكوغز (الإنجليزية)
- يوهان باتشيلبيل على موقع قاعدة بيانات الفيلم (الإنجليزية)